# Wolfgang Richter (Politiker, 1901)

Wolfgang Richter

Wolfgang Max Richter (geboren 14. Juni 1901 in Röchlitz,  Bezirk Reichenberg, Österreich-Ungarn; gestorben 26. Oktober 1958 in Volmarstein) war ein deutscher Politiker (NSDAP), SA-Führer und Wehrwirtschaftsführer.

## Leben
Nach dem Besuch der Staatsrealschule in Reichenberg studierte Richter von 1919 bis 1924 an der Bauingenieur-Abteilung der deutschen technischen Hochschule in Prag. Anschließend gehörte er sechs Monate lang dem Pionierregiment 3 in Komorn an. Ab 1925 verdiente Richter seinen Lebensunterhalt als Bauingenieur und seit 1931 als behördlich autorisierter Zivilingenieur für das Bauwesen.
Ab 1933 begann Richter sich 1935 in der zur Sudetendeutschen Partei (SdP) umbenannten Südezendeutschen Heimatfront zu engagieren. Im Mai 1935 wurde er für die SdP in das Prager Abgeordnetenhaus gewählt. Dort übernahm er unter anderem das Amt des stellvertretenden Vorsitzenden des Parlamentarischen Klubs der Abgeordneten seiner Partei. Er wurde außerdem Hauptleiter der Sudetendeutschen Partei im Amt für Industrie und Wirtschaftsorganisation.
Als Wirtschaftsbeauftragter war Richter im Zuge der Eingliederung der Sudetengebiete in das nationalsozialistische Deutsche Reich seit September 1938 maßgeblich für die Angliederung der sudetendeutschen Wirtschaft an die Wirtschaft des Deutschen Reiches beteiligt. Ab Oktober 1938 war er Generalbeauftragter des „Stillhaltekommissars“ für die wirtschaftlichen Organisationen der Industrie. Später war er Gauwirtschaftsberater und Leiter der Wirtschaftsabteilung des Reichskommissars in Reichenberg. Am 4. März 1939 beantragte er die Aufnahme in die NSDAP und wurde rückwirkend zum 1. November 1938 aufgenommen (Mitgliedsnummer 6.794.417). In der SA erreichte er wiederum den Rang eines Standartenführers. 1942 wurde er in Anerkennung seiner Verdienste um die Stärkung der deutschen Wehrwirtschaft zum Wehrwirtschaftsführer ernannt.
Anlässlich der am 4. Dezember 1938 abgehaltenen Ergänzungswahl zu dem im April 1938 gewählten Reichstag wurde Richter in den nationalsozialistischen Reichstag gewählt, dem er anschließend bis zu seinem vorzeitigen Ausscheiden am 31. März 1943 als Abgeordneter für den Reichsgau Sudetenland angehörte. Hintergrund seiner Mandatsniederlegung war die seit 1943 bestehende Zugehörigkeit zum Vorstand der Aussiger Montangesellschaft mbH. Zuvor war er bereits ab 1939 Hauptgeschäftsführer des Sudetendeutschen Kohlensyndikats in Aussig gewesen und hatte seit diesem Jahr auch dem Präsidium der Landesbank - Girozentrale Reichenberg angehört. In der Endphase des Zweiten Weltkrieges war er Beauftragter für die Durchführung des totalen Kriegseinsatzes im Sudetenland.
Nach Kriegsende verlor sich zunächst seine Spur, bis er 1947 als Max Richter wieder in Berlin auftauchte. Schließlich wurde er in Hamburg Geschäftsführer der Opal-Strumpfwerke GmbH.